# Láng Hạ
Láng Hạ là một phường thuộc quận Đống Đa, thành phố Hà Nội, Việt Nam.
Phường Láng Hạ có diện tích 0,95 km², dân số năm 1999 là 25.369 người, mật độ dân số đạt 26.704 người/km².